# Tygodnik Wielkopolski
Tygodnik Wielkopolski – czasopismo literackie (tygodnik) w języku polskim wychodzące w Poznaniu w latach 1871–1874.
Inicjatorem powstania był Edmund Callier w grudniu 1870. Przed powstaniem Tygodnika panował w Poznańskiem około dwudziestoletni okres stagnacji w zakresie wydawania czasopism literackich (polskich). W latach 60. XIX wieku nastąpił okres ożywienia politycznego i umysłowego Polaków. Od 1869 ukazywał się tygodnik literacki o lżejszej, beletrystycznej treści – Sobótka. Czasopismo miało charakter popularno-rozrywkowy, z elementami historii, krajoznawstwa i przyrody, bez poruszania sfery religijnej i politycznej. Podlegała krytyce, głównie z uwagi na bezbarwność polityczną. Edmund Callier, wraz z gronem młodych literatów, postulował stworzenie czasopisma bardziej dojrzałego, naukowego i zaangażowanego w walkę o wolność. Stworzyli ostatecznie Tygodnik Wielkopolski, z którym Sobótka się połączyła (tracąc nazwę). Opiekunem duchowym Tygodnika był Karol Libelt.
Program czasopisma, nadany przez Calliera, był dość wyjątkowy, jak na warunki w jakich ono funkcjonowało. Był to program jednoznacznie nastawiony na walkę o wolność Polski, co w pozytywistycznie nastawionym Poznaniu było wyjątkowe. Z uwagi na fakt zakazu publikowania materiałów politycznych, program realizowano poprzez literaturę. Pismo zbierało bardzo pozytywne recenzje. Realizowane idee zostały jednak szybko dostrzeżone przez władze pruskie. Sądowy nakaz opuszczenia granic państwa otrzymali niektórzy współpracownicy pisma. Redakcję w 1873 objął W.M.Olendzki, który nieco złagodził program Calliera. Uważał, że oparcie w walce z żywiołem pruskim należy znaleźć w słowianofilstwie i duchu pozytywistycznym. Pod koniec 1873 Olendzki opuścił redakcję, a w początkach 1874 stanowisko redaktora naczelnego objął Władysław Chotomski i po kilku miesiącach odkupił wydawnictwo od Calliera. Tygodnik nie miał już jednak wystarczającej bazy czytelników, która ostatecznie stopniała po zakończeniu publikowania w odcinkach powieści W przededniu Iwana Turgieniewa. We wrześniu 1874 czasopismo przestało wychodzić. W Tygodniku Wielkopolskim publikowali pisarze ze wszystkich zaborów.
W czasopiśmie publikowali m.in.: Wołody Skiba (powieść Pod jednym dachem), Władysław Ordon, Władysław Bełza (dramat Kasper Karliński) i Iwan Turgieniew (powieść W przededniu).